# دارکو بوتوروویچ
دارکو بوتوروویچ (کرواتی: Darko Butorović؛ زادهٔ ۱۲ اوت ۱۹۷۰) بازیکن فوتبال اهل کرواسی بود.
از باشگاه‌هایی که در آن بازی کرده‌است می‌توان به باشگاه فوتبال ویتس‌آرنهم، باشگاه فوتبال هایدوک اسپلیت، باشگاه فوتبال پورتو، و باشگاه ورزشی فارنسی اشاره کرد.
وی همچنین در تیم ملی فوتبال کرواسی بازی کرده‌است.